# Elecciones de convencionales constituyentes de Argentina de 1898
Elecciones de convencionales constituyentes se realizaron en Argentina el 30 de enero de 1898. Esta Convención Constituyente sólo reformó 2 artículos de la Constitución Nacional.

## Bancas a elegir
| Provincia           | Bancas |
| ------------------- | ------ |
| Buenos Aires        | 28     |
| Capital Federal     | 20     |
| Catamarca           | 3      |
| Córdoba             | 11     |
| Corrientes          | 7      |
| Entre Ríos          | 9      |
| Jujuy               | 2      |
| La Rioja            | 2      |
| Mendoza             | 4      |
| Salta               | 4      |
| San Juan            | 3      |
| San Luis            | 3      |
| Santa Fe            | 12     |
| Santiago del Estero | 5      |
| Tucumán             | 7      |
| Total               | 120    |

## Votantes
| Provincia           | Votantes |
| ------------------- | -------- |
| Buenos Aires        | 9.321    |
| Capital Federal     | 10.010   |
| Catamarca           | 1.435    |
| Córdoba             | 3.630    |
| Corrientes          | 1.933    |
| Entre Ríos          | 7.221    |
| Jujuy               | 1.459    |
| La Rioja            | 2.277    |
| Mendoza             | 1.078    |
| Salta               | 2.312    |
| San Juan            | 2.337    |
| San Luis            | 1.995    |
| Santa Fe            | 3.000    |
| Santiago del Estero | 2.912    |
| Tucumán             | 2.661    |
| Total               | 53.581   |

## Electos
| Provincia           | Convencional                              |
| ------------------- | ----------------------------------------- |
| Buenos Aires        | José M. Ahumada                           |
| Buenos Aires        | Leopoldo Basavilbaso (UCN)                |
| Buenos Aires        | Francisco Berra                           |
| Buenos Aires        | José M. Calderón                          |
| Buenos Aires        | Manuel J. Campos (UCN)                    |
| Buenos Aires        | Juan Carballido (UCN)                     |
| Buenos Aires        | Emilio Carranza                           |
| Buenos Aires        | Julio Carrié                              |
| Buenos Aires        | Vicente Lorenzo del Rosario Casares (PAN) |
| Buenos Aires        | Julio S. Dantas (UCN)                     |
| Buenos Aires        | Adolfo E. Dávila (PAN)                    |
| Buenos Aires        | Daniel J. Dónovan (UCN)                   |
| Buenos Aires        | Emilio Frers (UCN)                        |
| Buenos Aires        | Pastor Lacasa (PAN)                       |
| Buenos Aires        | Luis Lagos García                         |
| Buenos Aires        | Mariano R. Martínez (UCN)                 |
| Buenos Aires        | Emilio Mitre (UCN)                        |
| Buenos Aires        | Manuel Augusto Montes de Oca (UCN)        |
| Buenos Aires        | Santiago Gregorio O'Farrell (UCN)         |
| Buenos Aires        | Juan Manuel Ortiz de Rosas (PAN)          |
| Buenos Aires        | Manuel Quintana                           |
| Buenos Aires        | Dardo Rocha                               |
| Buenos Aires        | Julio Sánchez Viamonte (UCN)              |
| Buenos Aires        | Ramón Santamarina (h) (PAN)               |
| Buenos Aires        | Marcelino Ugarte (PAN)                    |
| Buenos Aires        | Saturnino J. Unzué (PAN)                  |
| Buenos Aires        | Ernesto Weigel Muñoz (UCN)                |
| Buenos Aires        | Vacante                                   |
| Capital Federal     | Juan Antonio Argerich Elizalde (UCN)      |
| Capital Federal     | Francisco Ayerza (UCR)                    |
| Capital Federal     | Antonio Bermejo (UCN)                     |
| Capital Federal     | Joaquín M. Cullen (UCR)                   |
| Capital Federal     | Bernardo de Irigoyen (UCR)                |
| Capital Federal     | Mariano de Vedia (PAN)                    |
| Capital Federal     | Ángel Ferreyra Cortés (UCR)               |
| Capital Federal     | José María Gutiérrez (UCN)                |
| Capital Federal     | Rafael Igarzábal (PAN)                    |
| Capital Federal     | Tomás J. Luque (UCN)                      |
| Capital Federal     | Bartolomé Mitre (UCN)                     |
| Capital Federal     | Víctor M. Molina (UCR)                    |
| Capital Federal     | Miguel G. Morel (UCN)                     |
| Capital Federal     | Adolfo Mujica (UCR)                       |
| Capital Federal     | Julio Argentino Roca (PAN)                |
| Capital Federal     | Carlos Rodríguez Larreta (UCR)            |
| Capital Federal     | Carlos Salas (UCN)                        |
| Capital Federal     | Ernesto Tornquist (PAN)                   |
| Capital Federal     | Vacante                                   |
| Capital Federal     | Vacante                                   |
| Catamarca           | Marco Avellaneda                          |
| Catamarca           | Rafael Castillo (PAN)                     |
| Catamarca           | Julio Herrera                             |
| Córdoba             | Guillermo de Achával                      |
| Córdoba             | Tristán M. Almada                         |
| Córdoba             | José Manuel Álvarez (PAN)                 |
| Córdoba             | Nicolás Amuchástegui                      |
| Córdoba             | Calixto de la Torre                       |
| Córdoba             | Gaspar Ferrer                             |
| Córdoba             | Joaquín Víctor González (PAN)             |
| Córdoba             | Justo P. Ortiz                            |
| Córdoba             | Justiniano Posse                          |
| Córdoba             | Carlos Tagle (PAN)                        |
| Córdoba             | Ponciano Vivanco                          |
| Corrientes          | Juan Balestra (PA)                        |
| Corrientes          | José Miguel Guastavino                    |
| Corrientes          | José J. Hall                              |
| Corrientes          | Manuel Florencio Mantilla                 |
| Corrientes          | Lisandro Segovia                          |
| Corrientes          | Juan E. Torrent (UCN)                     |
| Corrientes          | Valentín Virasoro (UCN)                   |
| Entre Ríos          | Lucas Ayarragaray (PAN)                   |
| Entre Ríos          | Ramón Calderón                            |
| Entre Ríos          | Enrique Carbó Ortiz (PAN)                 |
| Entre Ríos          | Leonidas Echagüe (PAN)                    |
| Entre Ríos          | Teófilo García                            |
| Entre Ríos          | Sabá Hernández (PAN)                      |
| Entre Ríos          | Honorio Leguizamón                        |
| Entre Ríos          | Osvaldo Magnasco (PAN)                    |
| Entre Ríos          | Leónidas Zavalla                          |
| Jujuy               | Cástulo Aparicio                          |
| Jujuy               | Domingo T. Pérez                          |
| La Rioja            | Abel Bazán                                |
| La Rioja            | Carlos Pellegrini (PAN)                   |
| Mendoza             | Agustín Álvarez                           |
| Mendoza             | Isaac Chavarría                           |
| Mendoza             | Wenceslao Pacheco                         |
| Mendoza             | Ramón Videla                              |
| Salta               | Francisco Díaz Ibarguren                  |
| Salta               | Benjamín Figueroa                         |
| Salta               | Juan C. Isella                            |
| Salta               | Francisco Uriburu                         |
| San Juan            | Carlos Doncel                             |
| San Juan            | Miguel Echegaray                          |
| San Juan            | Domingo Morón                             |
| San Luis            | Camilo Domínguez                          |
| San Luis            | Eriberto Mendoza                          |
| San Luis            | Julio Olivero                             |
| Santa Fe            | Lorenzo Anadón (PAN)                      |
| Santa Fe            | Pedro N. Arias                            |
| Santa Fe            | Manuel Carlés (UCR)                       |
| Santa Fe            | Gabriel Carrasco                          |
| Santa Fe            | Manuel María de Iriondo (UCR)             |
| Santa Fe            | José Gálvez (PAN)                         |
| Santa Fe            | José García González                      |
| Santa Fe            | Remigio Molinas                           |
| Santa Fe            | Domingo Regules                           |
| Santa Fe            | Gregorio Romero                           |
| Santa Fe            | Juan B. Siburu                            |
| Santa Fe            | Estanislao Zeballos (PAN)                 |
| Santiago del Estero | Benjamín Giménez                          |
| Santiago del Estero | Pablo Lascano                             |
| Santiago del Estero | Pedro Olaechea y Alcorta                  |
| Santiago del Estero | Norberto Quirno Costa (PAN)               |
| Santiago del Estero | Manuel Sibilat Fernández                  |
| Tucumán             | Marco M. Avellaneda (PAN)                 |
| Tucumán             | Silvano Bores (PAN)                       |
| Tucumán             | Ernesto Colombres                         |
| Tucumán             | Alejandro J. del Carril                   |
| Tucumán             | José Frías Silva (PAN)                    |
| Tucumán             | Brígido Terán (PAN)                       |
| Tucumán             | Armando Zavaleta                          |